# Виртуальный цифровой помощник
Виртуальный цифровой помощник (от англ. Virtual Digital Assistant, сокращенно VDA) — веб-сервис и (или) приложение для смартфонов и ПК, фактически исполняющий роль личного секретаря при пользователе. Решает задачи планирования графика, организации и выполнения повседневных дел и контекстного поиска информации для нужд конкретного человека.
Одним из важнейших отличий от предыдущих поколений планировщиков (Personal Digital Assistant — персональный цифровой помощник, сокращённо PDA; например, коммуникатор) и информационных менеджеров является учет контекста, в котором действует пользователь. В первую очередь, его текущего положения в пространстве, что тесно связывает виртуальных цифровых помощников с геолокационными сервисами.
Виртуальный цифровой помощник может создавать напоминания, подбирать места отдыха и развлечений, облегчить поиск и онлайн-бронирование билетов и столиков, заказ такси. Он способен самообучаться в ходе выполнения заданий, анализируя поведение и интересы пользователя.
При этом он обладает более широким применением, чем планировщики прошлого поколения. Возможность расширять функциональность виртуального цифрового помощника, вводя дополнительные возможности, например, в виде приложений, способна сделать его высокомасштабируемым бизнесом.
Популярной идею подобных сервисов сделала публикация в авторитетной The New York Times от 28 июня 2010 года. Однако ещё в 2008 году то же издание писало о прототипах виртуальных помощников нового поколения. А 3 июня 2010 года TechCrunch описал гео-планировщики будущего, по одной команде способные инициировать несколько параллельных действий, чтобы решить нужную задачу. Например, если пользователь укажет, что летит в командировку, такая система сама предложит варианты брони билетов на самолет, заказа такси и номера в гостинице, исходя из известных ей предпочтений человека.
Сейчас некоторые компании и стартапы разрабатывают сервисы нового поколения, которые по функциональности будут отвечать формату виртуального цифрового помощника.

## Зарубежные разработки

### Разработки SRI International
Независимый и некоммерческий исследовательский институт SRI International (Калифорния, США) известен как бывшее подразделение Стэнфордского университета, реализовавшее коммерчески успешные технологические инновации, такие как компьютерная мышь, и разработавшее прототип сети Интернет.

#### Проект CALO и программа PAL
В период с 2005 по 2008 годы SRI International координировал усилия исследователей в рамках проекта CALO (англ. Cognitive Assistant that Learns and Organizes; Помощник, способный к познанию, обучению и систематизации) — амбициозной и масштабной попытки создать виртуального цифрового помощника. Проект CALO был составляющей программы PAL (англ. Personalized Assistant that Learns, Обучаемый индивидуальный помощник), инициированной оборонным агентством DARPA.
Проект способствовал активному появлению научных дискуссии и публикаций, а основной его целью было собрать текущие и инициировать появление новых идей и технологий в области создания искусственного интеллекта для нужд военных. В рамках программы исследователи из ведущих ВУЗов и подразделений коммерческих компаний США выдвигали идеи и представляли прототипы сервисов, способных учиться и понимать задачи, подстраиваться под привычки и предпочтения конкретного человека, планировать за него расписание, систематизировать информацию, расставлять приоритеты при сборе данных, самостоятельно искать новые источники информации.
Официально о завершении работ над проектом CALO было сообщено в 2009 году. По данным журналистов, в него было вложено $ 150 000 000, и в итоге был получен виртуальный цифровой помощник для армии США, умеющий разбирать почту, составлять отчёты по содержанию электронных писем и формировать графики встреч и заседаний .
Реальным результатом программы стало появление коммерческой разработки Siri, созданной участниками проекта CALO.

#### Siri
Siri — сервис персонального планирования для смартфонов, разработка которого началась в 2008 году. Рассчитан на массового пользователя. Способен воспринимать естественный язык. Объединяет технологии распознавания речи и текста и поиска информации по ключевым словам в контексте задачи. 
Открытая бета-версия сервиса, запущенная в феврале 2010 года, работает исключительно на платформах Apple iPhone и iPod . На данный момент функциональность виртуального цифрового помощника включает: поиск мест отдыха и развлечений по заданным пользователем параметрам; поиск услуг, оказываемых поблизости от точки, в которой находится пользователь (например, ближайшей АЗС). В апреле 2010 года проект купила Apple.
В качестве примера работы сервиса его авторы приводят задачу: «Найти рядом с работой итальянский ресторан с романтической обстановкой». Siri использует технологию голосового поиска, преобразуя введённое пользователем голосовое или текстовое сообщение в поисковый запрос. Результат выдаётся в виде списка заведений с итальянской кухней неподалёку от места нахождения пользователя, в отзывах на которые фигурирует словосочетание «романтическая обстановка».

### Rearden Personal Assistant
Rearden Personal Assistant — веб-сервис для ПК и мобильных платформ от компании Rearden Commerce, запущенный в 2008 году для корпоративных клиентов в США и Великобритании. Виртуальный помощник позволяет сотрудникам компаний-клиентов организовать деловую поездку и заказать все сопутствующие услуги. Он объединяет разрозненную информацию с сервисов туристических компаний, аэропортов, арендодателей машин, ресторанов, помогает распланировать график поездки и собственные траты.
Сервис автоматически отслеживает положение пользователя, выполнение заданий и вносит изменения в расписание деловых активностей. Например, если ваш рейс задерживается, сервис оповестит партнеров в другом городе о переносе встречи.

## Российские разработки
В феврале 2010 года в рамках стартап-турнира Harvest@GreenfieldProject была заявлена разработка, соответствующая формату виртуального цифрового помощника, от стартапа ePythia (экс-GeoPlan).

### ePythia
ePythia — геолокационный сервис и планировщик задач для смартфонов, созданный в 2010 году. Рассчитан на массового пользователя. Позволяет привязать задачу к конкретной точке на карте, а не ко времени. Таким образом, сервис присылает пользователю напоминание о задаче, когда тот оказывается в определённом месте.
Примером использования сервиса является задача «Купить молока». В текущей версии напоминание устанавливается на точку, в которой расположен нужный продуктовый магазин, и выбирается радиус удаления (от 100 до 1000 метров), на котором сработает оповещение о задаче.
С июня 2010 находится в стадии открытого бета-тестирования. Веб-сервис, тесно интегрированный с продуктами Google, доступен для мобильных устройств на платформах Android, BlackBerry, iPhone, Symbian и Windows Mobile.
Проект добился резонанса в России, став победителем стартап-турнира Harvest@GreenfieldProject, и на Западе, войдя в топ-16 конкурса университетских проектов Global Business Plan 2010 от Draper Fisher Jurvetson и Cisco.
Создатель проекта рассказал в 2013 году, что проект не смог получить достаточно средств для развития и закрылся. Вместо ePythia силы были переключены на более понятный Deliverator — сервис по управлению курьерами для курьерских компаний и интернет-магазинов. По состоянию на 2017 год проект так и не заработал.